# Qatar ExxonMobil Open 2006
Il Qatar ExxonMobil Open 2006  è stato un torneo dell'ATP svoltosi a Doha in Qatar.
Il torneo è durato dal 2 gennaio al 7 gennaio.

## Vincitori

### Singolare maschile
Roger Federer ha battuto in finale  Gaël Monfils con il punteggio di 6–3, 7–6(5).

### Doppio maschile
Jonas Björkman /  Maks Mirny hanno battuto in finale  Christophe Rochus /  Olivier Rochus con il punteggio di 2–6, 6–3, [10–8].